# Christos Sielīs
Christos Sielīs (in greco Χρίστος Σιέλης?, traslitterazione anglosassone: Christos Shelis; Pafo, 2 febbraio 2000) è un calciatore cipriota, difensore del Panaitōlikos.

## Carriera

### Club
Ha giocato nella prima divisione cipriota, in quella bulgara ed in quella greca.

### Nazionale
Dopo numerose presenze con le varie nazionali giovanili cipriote, nel 2020 ha esordito in nazionale maggiore.